# (38774) 2000 RD10
2000 RD10 (asteroide 38774) é um asteroide da cintura principal. Possui uma excentricidade de 0.10231850 e uma inclinação de 5.17804º.
Este asteroide foi descoberto no dia 1 de setembro de 2000 por LINEAR em Socorro.